# De Re Rustica Libri III
De Re Rustica Libri III fou l'obra principal de Marc Terenci Varró, escrita quan tenia 80 anys.
Fou La seva obra més important i el més important dels tractats d'agricultura, superior a l'obra de Columel·la. Dona totes les dades per portar una explotació rústica. És fins i tot massa extensiva i no es pot assegurar la vàlua de totes les dades. Està molt ben arranjada i classificada.
El primer llibre (dedicat a la seva dona Fundània) tracta principalment sobre els cultius agrícoles i la manera de produir abundantment, i la preparació del terreny. Les quatre seccions essencials (cada una dividida en dos capítols) són:
- A. Coneixement del lloc (cognitio fundi), el terra, el clima, i els edificis:
  - Coses del sòl (quae ad solum pertinent terrae).
  - Coses dels edificis (ad villas et stabula).
- B. Coneixement de les eines (quae in eo fundo opus sint ac debeant esse culturae causa).
  - Eines humanes
  - Altres instruments
- C. Coneixement de la feina (quae in eo fundo colendi causa sint facienda).
  - Les diverses maneres de cultivar
  - Els llocs adequats
- D. Coneixement dels terminis (quo quidquid tempore in eo fundo fieri conveniat).
  - El temps segons el sol
  - El temps segons la lluna

Cada capítol està dividit en diversos subcapítols, per exemple les "coses del sòl" :
- Aspecte del sòl
- Qualitat del sòl
- Quantitat de terra
- seguretat

El segon llibre tracta de la manera de portar l'estoc, ramats, llavors, animals, etc. amb capítols suplementaris sobre llet, formatge i fusta.
El tercer llibre, Villaticae pastiones inclou tant les coses domèstiques de l'explotació com altres (per exemple animals que viuen en semillibertat, piscifactories, sal o aigua.